# Газзаев, Владимир Исакович
Владимир Исакович Газзаев - советский хозяйственный, государственный и политический деятель.

## Биография
Родился в 1918 году. Член ВКП(б) с 1942 года.
С 1937 года - на хозяйственной, общественной и политической работе. В 1937-1962 гг. — учитель начальной школы, в РККА, участник Великой Отечественной войны, инструктор Тбилисского городского комитета по делам физической культуры и спорта, инструктор районного комитета КП(б) Грузии, инструктор ЦК КП Грузии, в МГБ/МВД Грузинской ССР, 1-й секретарь [какого?]городского комитета КП Грузии, заместитель председателя, председатель Исполнительного комитета Областного Совета Юго-Осетинской автономной области.
Избирался депутатом Верховного Совета СССР 6-го созыва.
Умер в 2008 году.